# 摩根·皮尔逊
摩根·皮尔逊（英語：Morgan Pearson，1993年9月22日—），美国男子铁人三项运动员。他曾代表美国参加2020年夏季奥林匹克运动会铁人三项比赛，获得混合接力银牌和男子个人第42名。